# 함안 어연 묘역
함안 어연 묘역(咸安 魚淵 墓域)은 대한민국 경상남도 함안군 산인면 내인리에 있는, 조선 초기의 문신인 어연(1345∼1429) 선생과 부인 함안 이씨, 아들 어변갑(1380∼1435) 선생의 묘소이다.
1995년 5월 2일 경상남도의 문화재자료 제224호 어연, 함안이씨, 어변갑묘로 지정되었다가, 2018년 12월 20일 현재의 명칭으로 변경되었다.

## 개요
조선 초기의 문신인 어연(1345∼1429) 선생과 부인 함안 이씨, 아들 어변갑(1380∼1435) 선생의 묘소이다.
어연 선생은 태종 9년(1409)에 충주판관이 되고 이후 대구 현령이 되었으며, 세종 11년(1429)에 84세로 생을 마쳤다.
어변갑 선생은 태종 8년(1408) 문과에 장원급제한 후 세종 2년(1420) 새로 발족한 집현전의 응교로서 세자 시강원 좌문학 및 춘추관의 가주관을 역임하였으며, 태종실록 편찬에 참여하였다. 세종 6년(1424)에 집현전 직제학에 올랐으며, 세종 17년(1435) 향년 55세로 돌아가신 후 자헌대부 병조판서 겸 지의금부사로 관직이 높여졌다.
현재 묘역에는 어연 선생과 부인 함안 이씨의 묘가 나란히 안장되었으며, 어변갑 선생과 부인 창녕 성씨는 합장이 되어 있다. 어변갑 선생의 묘는 봉분 아랫부분에 직사각형 모양으로 돌을 둘러싼 보기 드문 형태이다.

## 참고 문헌
- 함안 어연 묘역 - 국가유산청 국가유산포털